# Guardiola thompsonii
Guardiola thompsonii là một loài thực vật có hoa trong họ Cúc. Loài này được P.Van Faasen mô tả khoa học đầu tiên năm 1976.